# Ramon Ferrusola i Feixas
Ramon Ferrusola i Feixas (Montagut i Oix, Garrotxa, 1853 - 1900) va ésser un hisendat que es dedicà a l'explotació de les terres del mas Ferrusola i a l'administració d'altres propietats.
S'adherí als plantejaments defensats per la Unió Catalanista i fou nomenat delegat a les assemblees de Manresa (1892), Reus (1893), Balaguer (1894) i Terrassa (1901).